# 天津广播电视报
《天津广播电视报》是中华人民共和国天津市的广播电视类报纸。

## 历史沿革
《天津广播电视报》创刊于1955年，由天津电台出版发行《天津广播》，郭沫若题写报名。后改名为《广播节目》。1960年，改名为《广播电视节目》。
1966年，停刊。1978年6月3日复刊，改名为《天津广播电视》，是中国全国第二家复刊的广播电视报。1982年最后一期（第239期），更为现名，由赵朴初题写报名。1985年，成立天津广播电视报社，是全国广播电视类报纸的第一家报社。
2020年1月1日，停刊。